# Zinnie Harris
Pour les articles homonymes, voir Harris.
Zinnie Harris, née le 23 décembre 1972 à Oxford (Royaume-Uni), est une dramaturge, scénariste et metteuse en scène britannique vivant actuellement à Édimbourg.
Elle a été commissionnée par le Royal Court Theatre, le Royal National Theatre, le National Theatre of Scotland et la Royal Shakespeare Company, théâtres qui ont produit son œuvre. Son travail est traduit et joué dans de nombreux pays.

## Biographie
Zinnie Harris naît à Oxford en 1972 et grandit en Écosse.
Elle étudie la zoologie à l'université d'Oxford, et poursuit par une maîtrise en direction théâtrale à l'université de Hull.

### Mise en scène
Zinnie Harris a mis en scène des productions dans de nombreux théâtres, dont la Royal Shakespeare Company, le Traverse Theatre, le Tron Theatre, le 7:84 et le Royal Lyceum Theatre. En 2017, elle met en scène A Number de Caryl Churchill pour le Royal Lyceum Theatre et reçoit le prix du meilleur metteur en scène aux prix Scottish Critics CATS 2017. En 2014, elle met en scène Mademoiselle Julie au Citizens Theatre à Glasgow.
Elle est directrice associée au Traverse Theatre de 2015 à 2018 et met en scène La Duchesse d'Amalfi pour le Royal Lyceum Theatre à Édimbourg en 2019.

## Œuvre
| - By Many Wounds, Faber and Faber (1998) - Further than the Furthest Thing (en), Faber and Faber (2000) - Nightingale and Chase, Faber and Faber (2001) - Midwinter, Faber and Faber (2004) - Solstice, Faber and Faber (2005) - Julie, Faber and Faber (2006) - Fall, Faber and Faber (2008) - Plus Loin que Loin, Quatre Vents (2008) - Hiver : Suivi de Crépuscule, Quatre Vents (2008) - A Doll's House, Faber and Faber (2009) - Women, Power and Politics, Nick Hern Books (2010) - The Wheel, Faber and Faber (2011) - The Bomb: A Partial History, Oberon (2012) - How To Hold Your Breath (Comment retenir sa respiration), Faber and Faber (2015) - This Restless House, Faber and Faber (2016) - Meet Me at Dawn, Faber and Faber (2017) - (the fall of) The Master Builder, Faber and Faber (2017) | - Born with Two Mothers (Windfall Films / Channel 4), 2005. - Richard is My Boyfriend (Windfall Films / Channel 4), 2007. - MI-5 (Spooks) (Kudos / BBC1), épisodes 5, 6 et 8, 2006-2009. - Associés contre le crime (Partners in Crime), mini-série, 2015. - Snatches: Moments from Women's Lives, 1 épisode, 2018. |

## Honneurs, récompenses et distinctions
- Meilleure mise en scène 2017, Prix de la critique pour le théâtre en Écosse (pour A Number)[4]
- Herald Angel 2017 pour son travail sur trois pièces au Festival international d'Édimbourg[5]
- Meilleure nouvelle pièce 2016, Prix de la critique pour le théâtre en Écosse (pour This Restless House)[6]
- Berwin Lee Playwriting Award 2016 (pour How to Hold Your Breath)[7]
- Prix Amnesty International de la liberté d'expression 2011 (co-lauréat - pour The Wheel)[8]
- Arts Foundation Fellowship Award 2005 (pour Midwinter)[9]
- Prix John Whiting 2001 (pour Further than the Furthest Thing')[10]
- Prix Peggy Ramsay 2000 (pour Further than the Furthest Thing)[11]
- Cinq premiers prix Fringe (2000, 2001, 2009, 2011, 2014)[12]
- Nommée aux UK Theatre Awards de la Meilleure nouvelle pièce 2016[13]
- Nommée pour le prix Susan Smith Blackburn (2005, 2012, 2016 et spécialement complimentée en 2000)[14]
- Nommée pour le meilleur nouveau venu dans l'écriture télévisée britannique 2016[15]
- Nommée par l'Evening Standard du dramaturge le plus prometteur 2000[16]
- Nommée pour le Meyer Whitworth Playwriting Award 1999[17]
- Nommée pour le prix John Whiting 1999[18]
- Nommée pour le Allied Domecq Playwriting Award 1999[19]

En 2018, elle a été élue membre de la Royal Society of Edinburgh
 
- (en) Zinnie Harris: Awards, sur l'Internet Movie Database